# Derek Lamb
Derek Lamb (* 20. Juni 1936 in Bromley, Kent (heute zu London); † 5. November 2005 in Poulsbo, Washington) war ein britischer Dokumentar- und Trickfilmer.
Derek Lamb war ab 1959 beim National Film Board of Canada tätig. Er lehrte ab 1966 Animation an der Harvard University. Lamb gewann 1980 den Oscar für den besten animierten Kurzfilm (Every Child). Auf dem Ottawa International Animation Festival gewann er 1978 für Why Me? den Spezialpreis der Jury und 1996 für Goldtooth den UNICEF-Preis.

## Filmografie (Auswahl)
- 1960: Hors-d'oeuvre
- 1962: Pot-pourri
- 1964: I Know an Old Lady Who Swallowed a Fly
- 1967: The Shepherd
- 1968: House Moving
- 1976: Lady Fishbourne’s Complete Guide to Better Table Manners
- 1977: The Psychic Parrot
- 1977: The Hottest Show on Earth
- 1978: Why Me?
- 1978: Special Delivery
- 1978: Afterlife
- 1979: What the Hell’s Going on Up There?
- 1979: Every Child
- 1980: This Is an Emergency
- 1981: The Tender Tale of Cinderella Penguin
- 1990: Karate Kids
- 1996: Goldtooth
- 2003: Penguins Behind Bars (TV)